# نداکوسی
شهر نداکوسی (به روسی: Недакуси) در کشور مونته‌نگرو واقع شده‌است. جمعیت این شهر ۲٫۳۵۱ نفر  است.